# (18617) Puntel
(18617) Puntel (1998 DY9) – planetoida z pasa głównego asteroid okrążająca Słońce w ciągu 3,13 lat w średniej odległości 2,14 j.a. Odkryta 24 lutego 1998 roku.